# Cavalerul trac

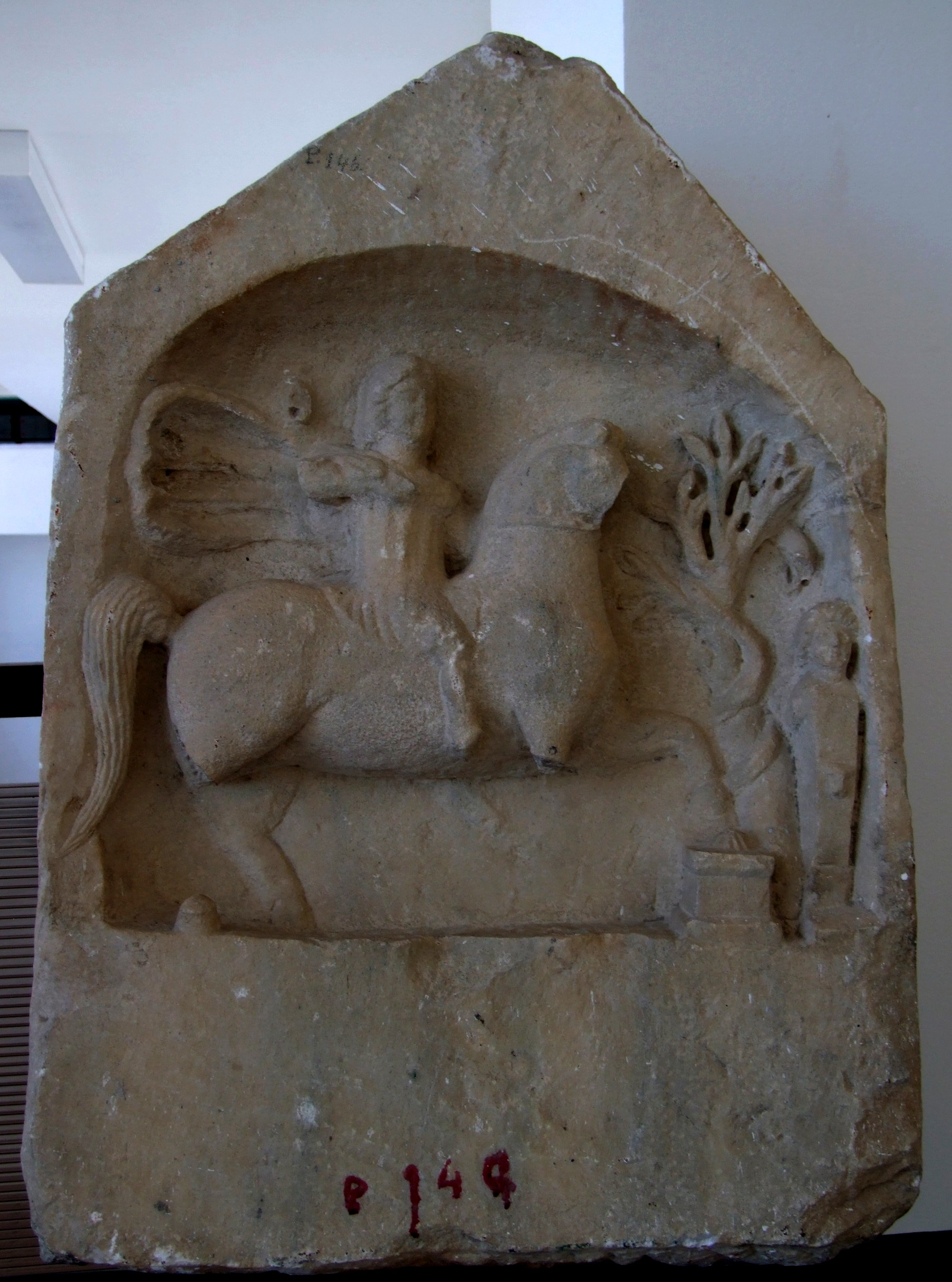
Cultul cavalerului trac s-a răspândit în Balcani în timpul perioadei romane.

Cavalerul trac este un tînăr zeu al tracilor balcanici și danubieni, reprezentat călare pe cal, adesea în împrejurări cinegetice, identificat de către grecii antici cu zeul Heron.

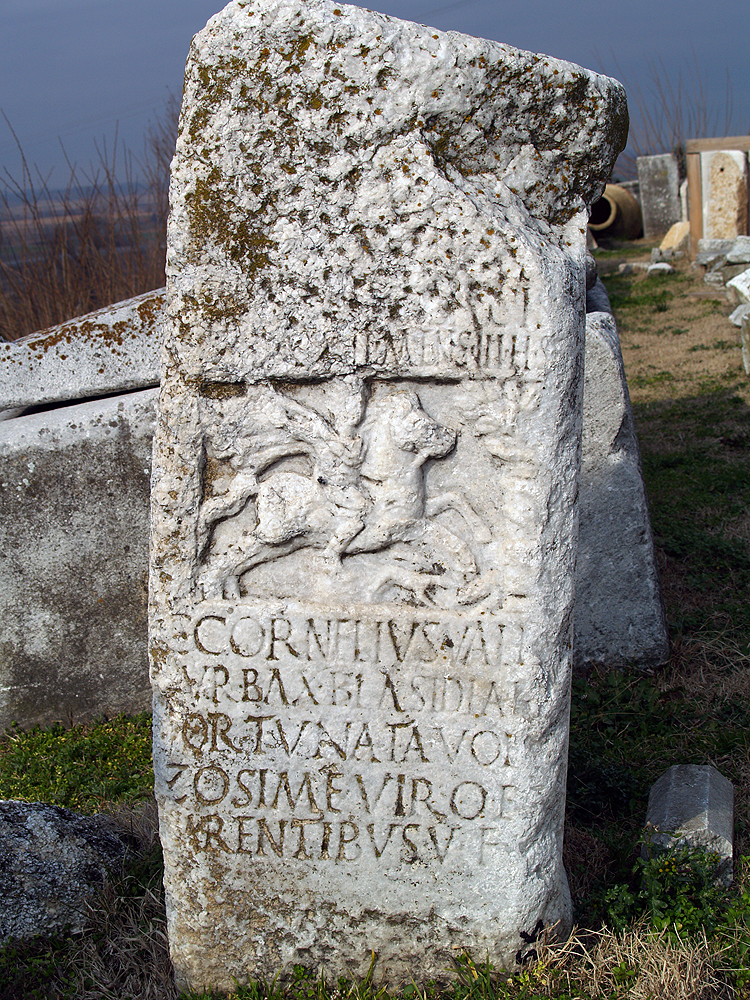
Cavalerul trac

Sub împăratul roman Gordian al III-lea, zeul cu călăreți apare pe monedele din Tlos, în Lycia vecină și în Istrus, în provincia Moesia de Jos, între Tracia și Dunăre.
Motivul călărețului tracului a fost continuat în formă creștină în iconografia ecvestră a Sfântului Gheorghe și a Sfântului Dimitrie.

## Origini. Denumiri
Atributele și originea zeului sunt deocamdată obscure; pare a fi însă rezultatul unui sincretism destul de rapid, poate datorită penetrației romane în ariile cultului său (Balcani, Dacia) atestat totuși din secolul II-III. Grecii îl numeau Theos Heros (grec. "ηρως" - stăpân, căpetenie; mai târziu - semizeu, de origine muritoare), iar romanii, Deus sanctus Heron; unele imagini ale Cavalerului Trac sunt însoțite de inscripții, unde numelui (Heros, în cele grecești, Heron, în cele latine) îi urmează adesea diverse epitete: Invictus (Nebiruitul), Aeternus (Veșnicul), ΚαταχΘδνιος (Stăpânul morților), Κτvξστης (Întemeietorul de neamuri), mai ales de Vetespios.

## Imagine. Simboluri

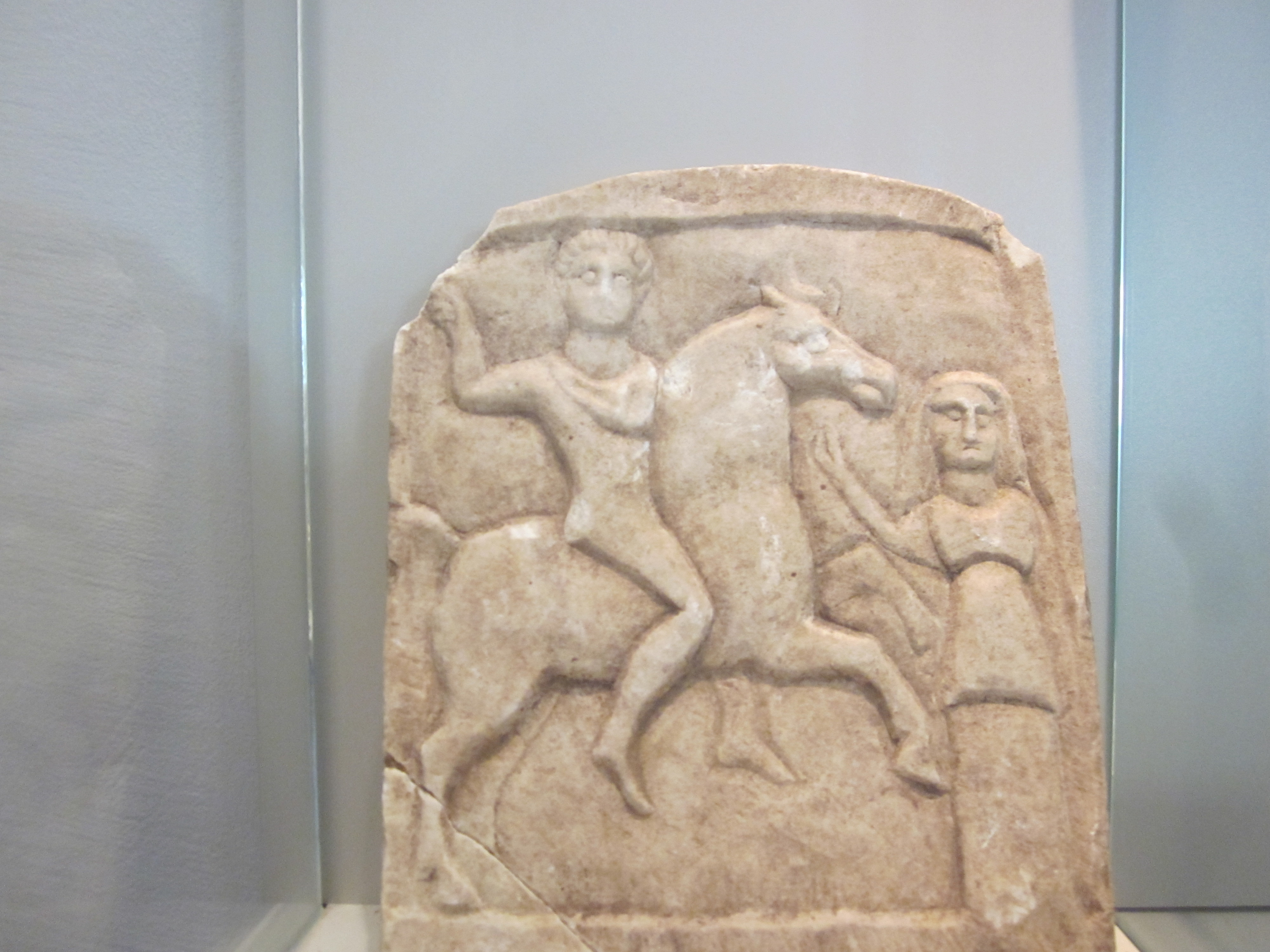
Reprezentare a Cavalerului Trac, descoperita pe teritoriul Bulgariei de azi

Pe teritoriul României s-au găsit cel puțin 200 de imagini de epocă, atestând cultul Cavalerului Trac în Dobrogea, Oltenia, Transilvania. Uneori, imaginile includ (ca relieful cinegetic de galop, de la Constanța) un element marginal derutant (poate biblic): un arbore cu un șarpe încolăcit pe tulpină. Unii cercetători susțin că imaginea Cavalerului trac a fost preluată de iconografia creștină, pentru a-l reprezenta pe Sf. Gheorghe.

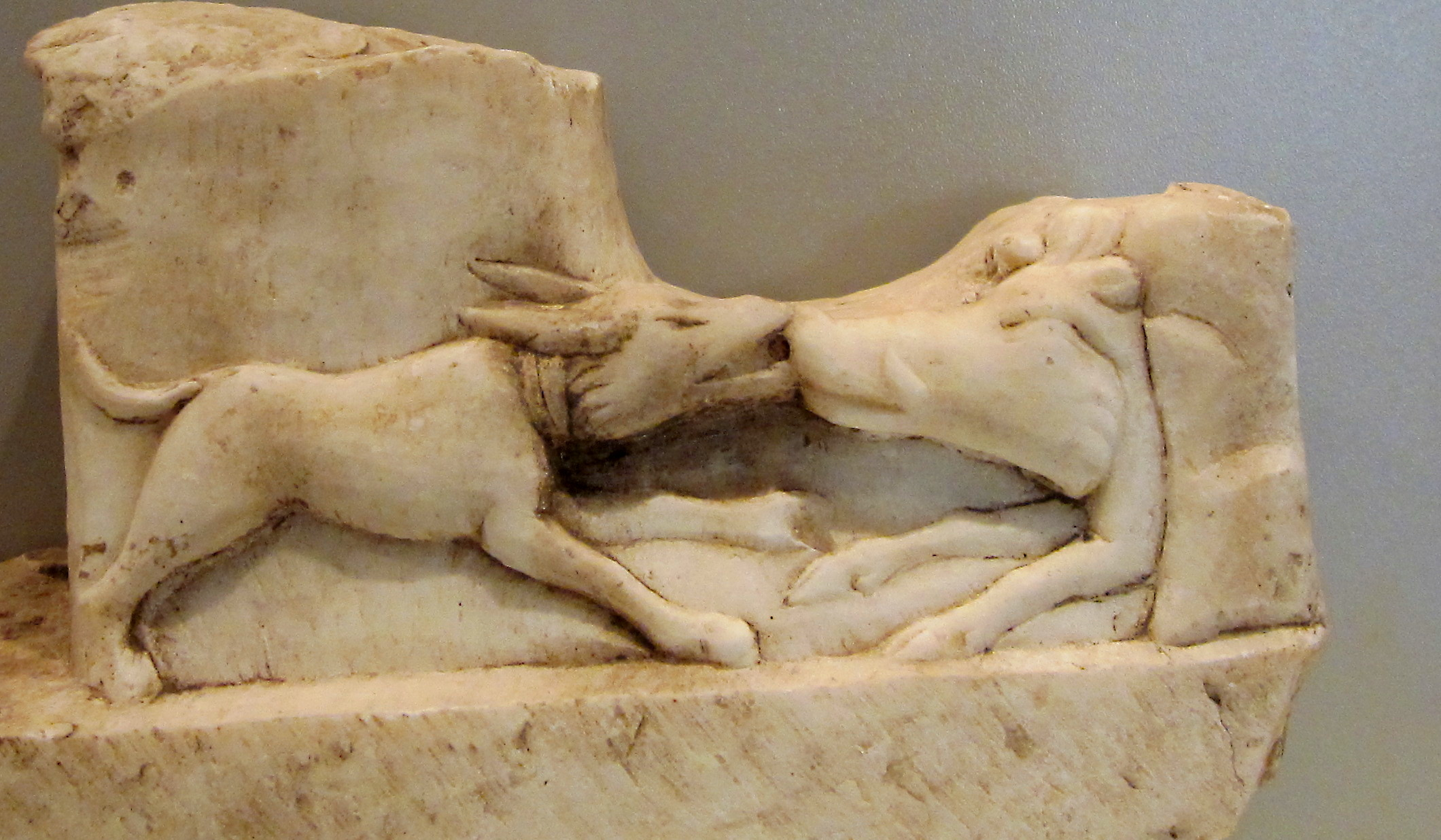
Detalii dintr-o stela reprezentând Cavalerul Trac

## Galerie
Motivul vânătorului

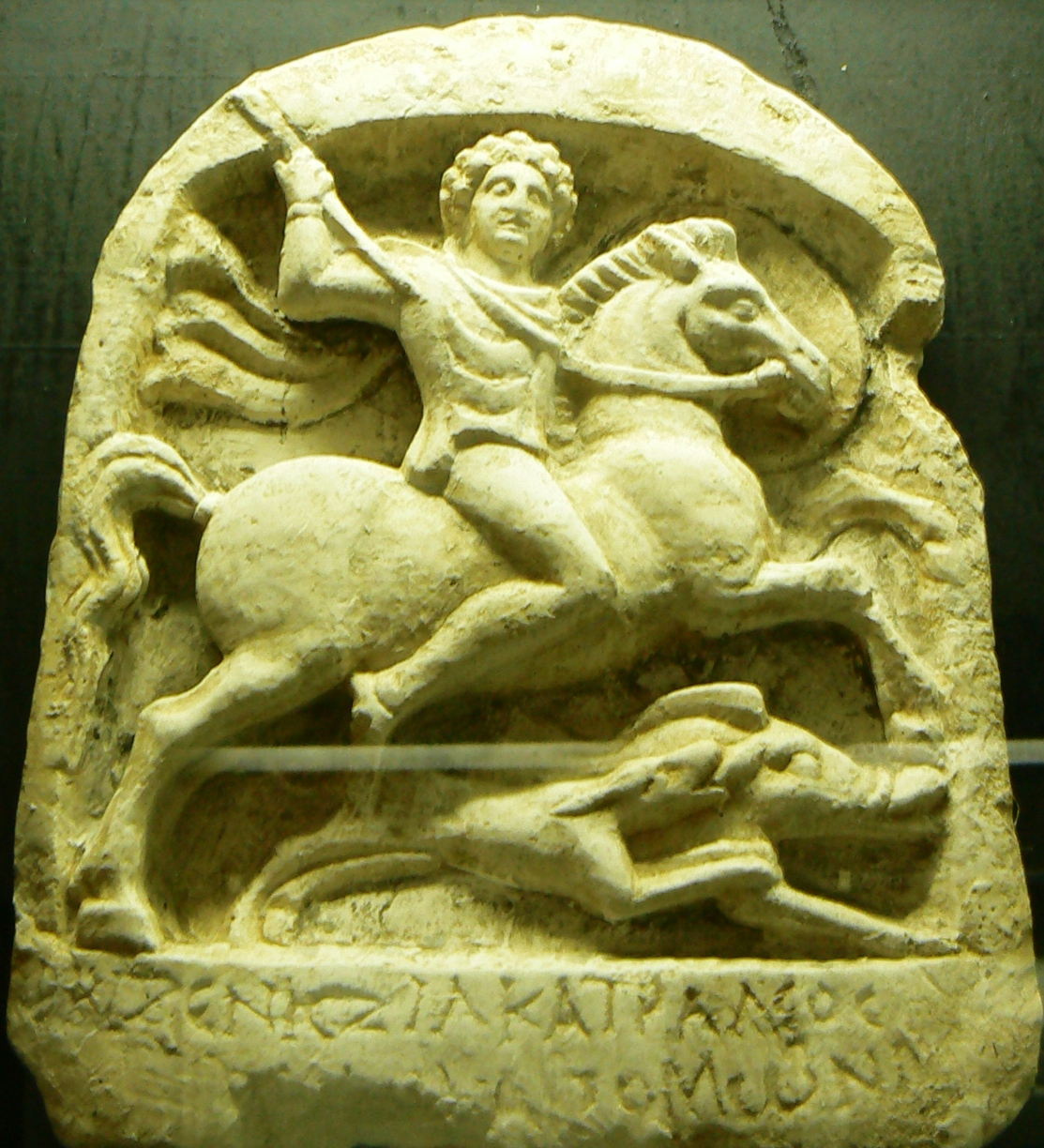
Cavalerul trac cu câine și mistreț, inscripție greacă (sec. al III-lea î.e.n.), Muzeul Teteven, Bulgaria
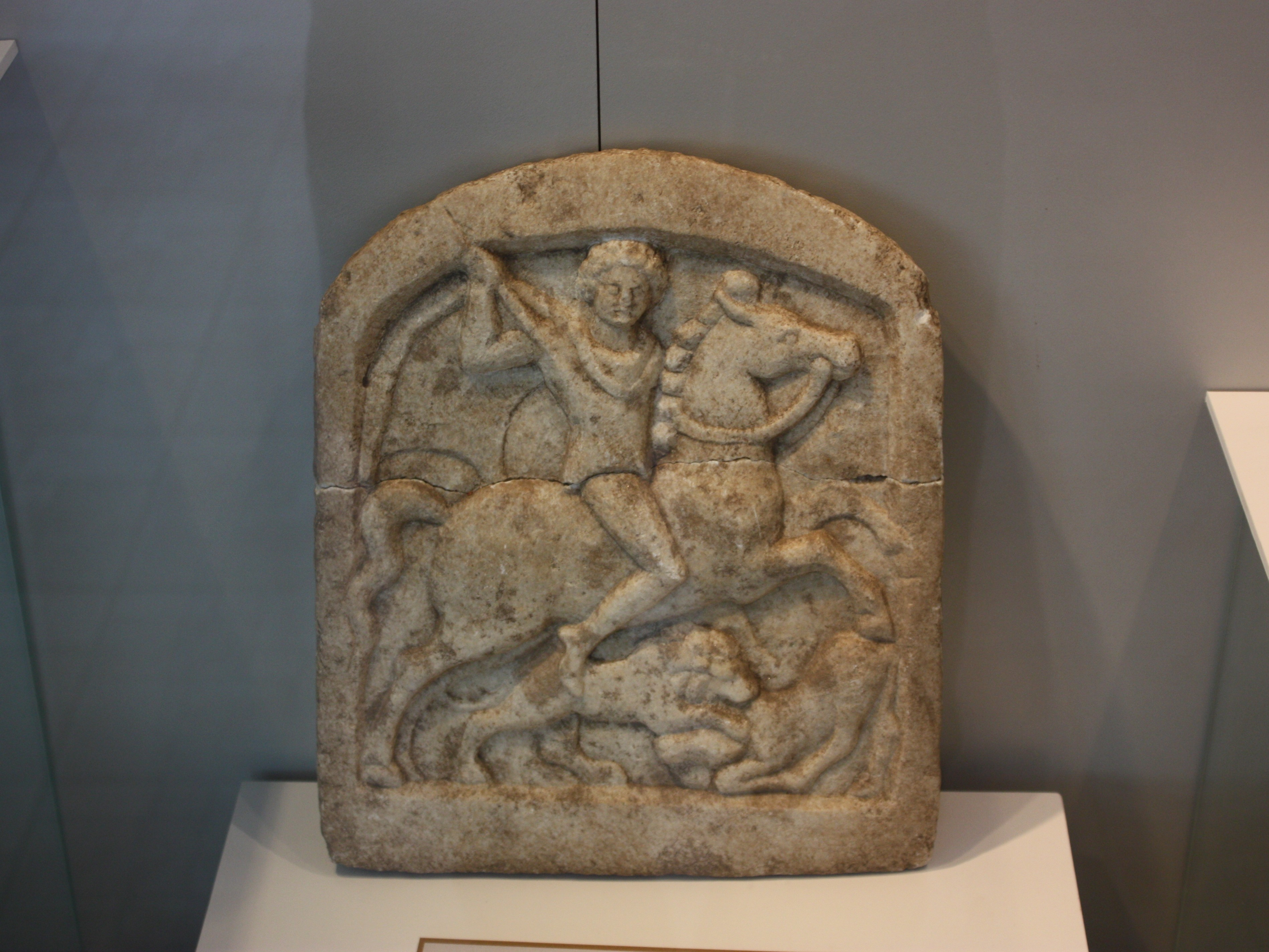
Cavaler trac atacă un leu care, la rândul său, atacă pradă. Muzeul Madara, Bulgaria
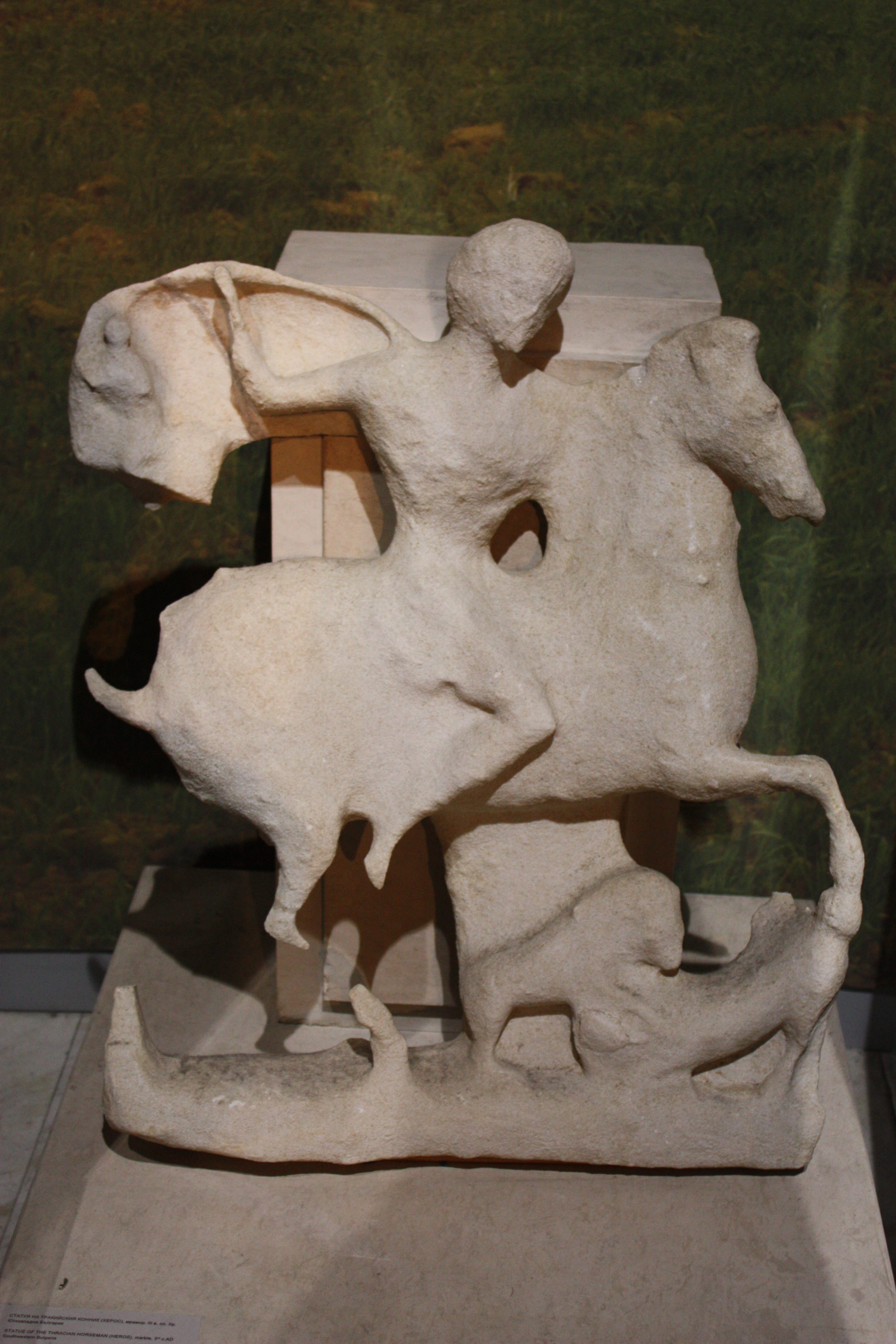
Statuia cavalerului trac, Muzeul Național de Istorie, Bulgaria
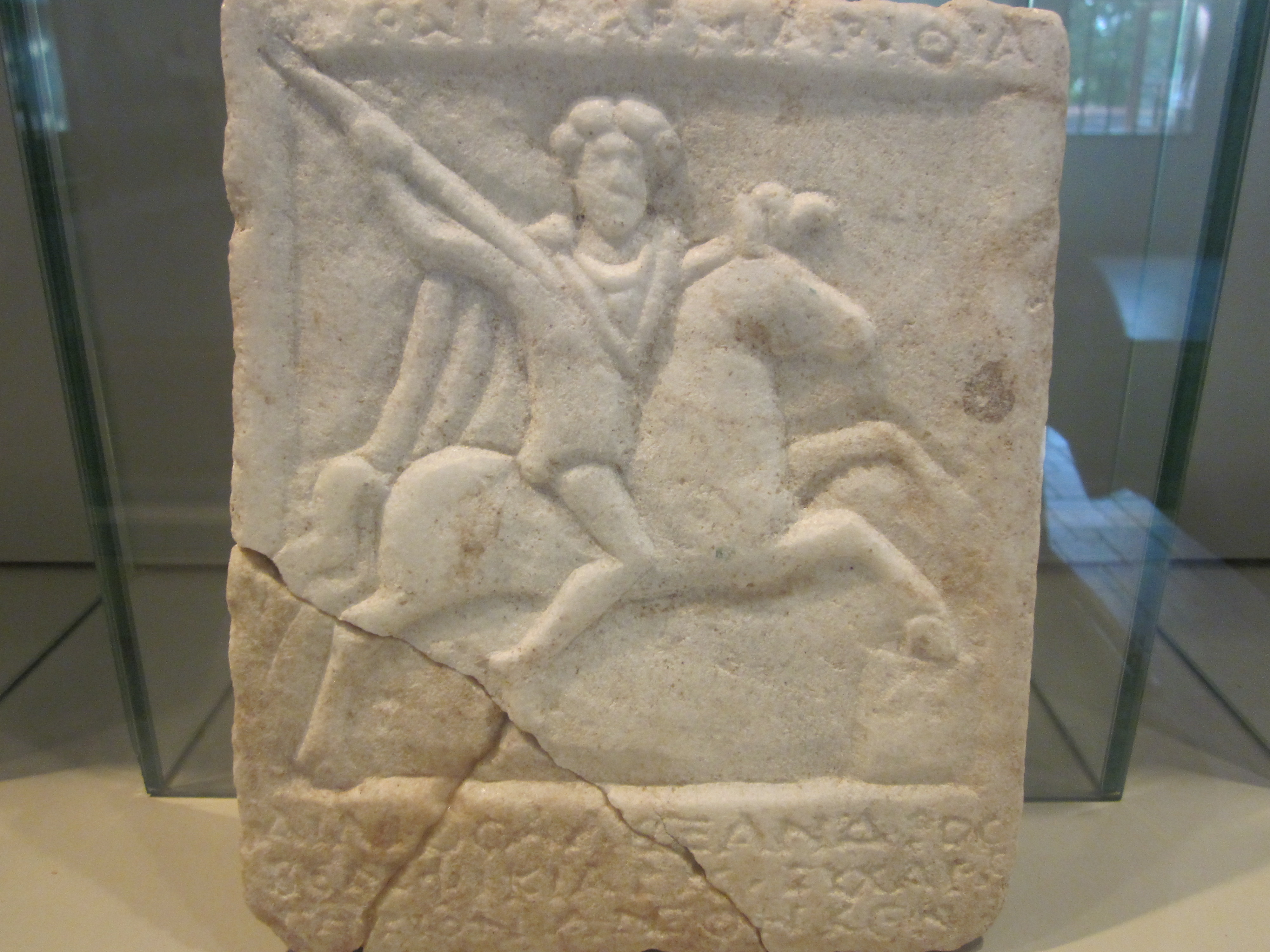
Cavaler trac, stele funerare cu inscripție greacă, Muzeul Madara, Bulgaria
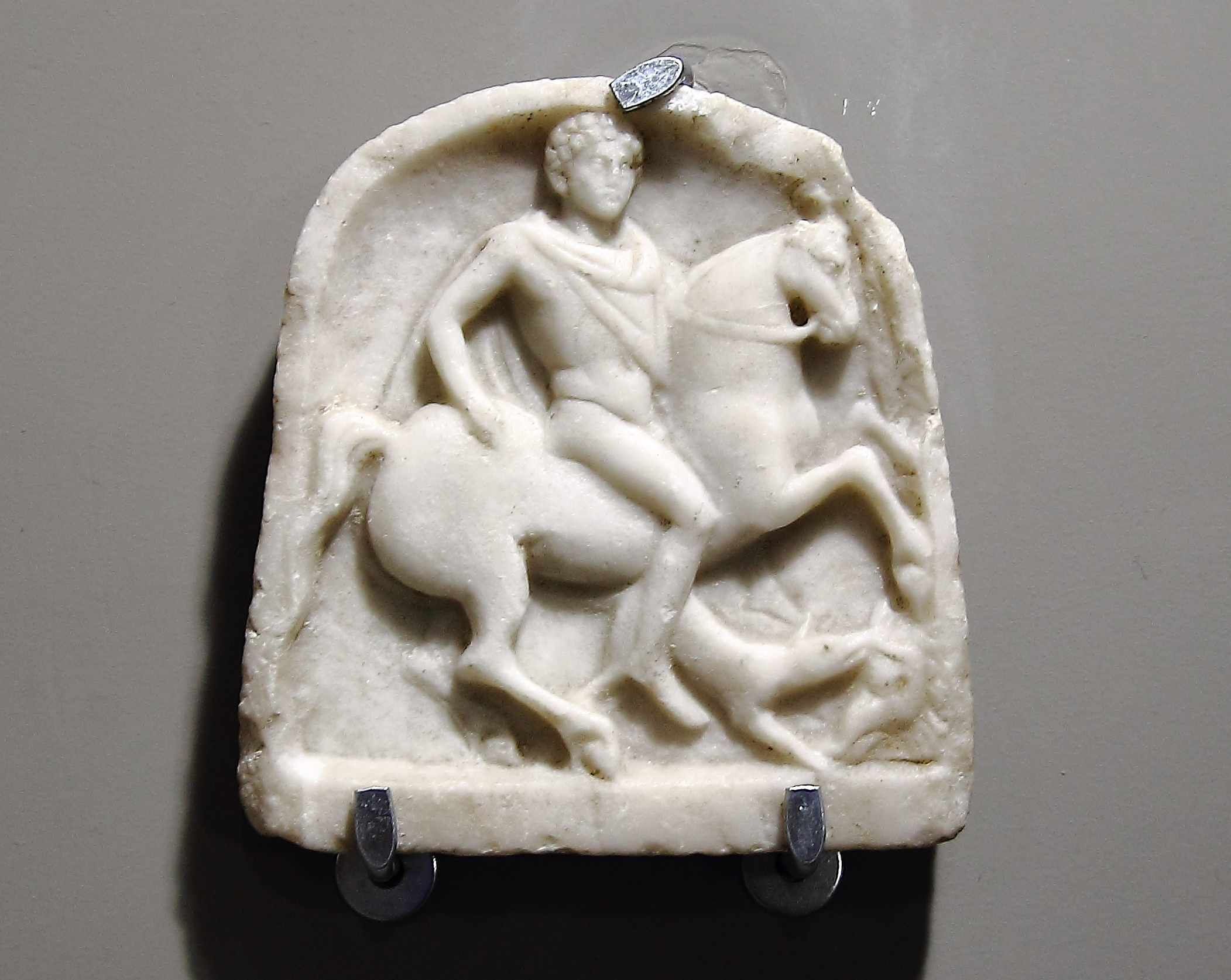
Călăreț trac cu câine, tabletă votivă din marmură, Muzeul Regional de Istorie, Stara Zagora, Bulgaria